# Fadd
Fadd là một làng thuộc hạt Tolna, Hungary. Làng này có diện tích 67,53 km², dân số năm 2010 là 4469 người, mật độ 66 người/km².